# Ширококлювы
Ширококлювы, или рогоклювы (лат. Eurylaimides) — инфраотряд из отряда воробьинообразных.

## Описание
Небольшие яркоокрашенные и пёстро окрашенные птицы. Голова непропорционально крупная. Имеют широкий клюв. На конце клюва имеется небольшой крючок. Киль грудины раздвоен. В гортани четыре голосовых мускула. В отличие от большинства воробьиных, не способны петь, а только издают монотонные свисты, трелевые или булькающие крики. Половой диморфизм обычно хорошо выражен. Питаются насекомыми, моллюсками, пауками и мелкими древесными лягушками.

## Классификация
Включает четыре семейства:
- Рогоклювые (Eurylaimidae)
- Мадагаскарские питтовые (Philepittidae)
- Sapayoidae
- Питтовые (Pittidae)

Такая трактовка признается не всеми орнитологами. Евгений Коблик с соавторами считают включение Sapayoa aenigma в эту группу необоснованным с позиции биоморфологии и биогеографии и относят этот вид к семейству Pipridae.

## Распространение
Представители инфраотряда встречаются преимущественно в тропических районах Азии, Африке и Австралазии. Один вид в Sapayoa aenigma обитает в Неатропической области.